# سعد بن صالح الصالح
سعد بن صالح الصالح (1966، الرياض) هو دبلوماسي سعودي يشغل منصب  سفير خادم الحرمين الشريفين لدى جمهورية بولندا منذ 2021.

## الحياة الشخصية
من مواليد أكتوبر عام 1966 في مدينة الرياض بالمملكة العربية السعودية، متزوج ولديه أربع بنات وولدين.

## المؤهلات العلمية
حصل على شهادة البكالوريوس من جامعة الملك سعود في الرياض في العام 1992 كما حصل على دبلوم دراسات دبلوماسية من معهد الأمير سعود الفيصل للدراسات الدبلوماسية بالرياض في العام 1997.

## الحياة العملية
- سفير خادم الحرمين الشريفين لدى جمهورية بولندا (2021 -   ).
- سفير خادم الحرمين الشريفين لدى جمهورية سنغافورة (2017-2021).
- مستشار ثم وزير مفوض في سكرتارية مجلس السلك الدبلوماسي (2016-2017).
- سكرتير أول في سفارة المملكة العربية السعودية في القاهرة (2005-2010).
- سكرتير ثاني في سفارة المملكة العربية السعودية في واشنطن (1998-2005).
- سكرتير ثاني في وزارة الخارجية – الرياض (1997-1998).
- ملحق دبلوماسي بمعهد الأمير سعود الفيصل للدراسات الدبلوماسية (1995-1997).
- ملحق دبلوماسي في الإدارة الآسيوية بوزارة الخارجية في الرياض (1993-1995).

### المشاركات والخبرات
شارك السفير سعد الصالح في العديد من المؤتمرات والاجتماعات والدورات المتخصصة:
- عضوية وفد المملكة الرسمي المشارك في الدورة 67 للجمعية العامة للأمم المتحدة (2012).
- المشاركة ضمن الوفد الرسمي للمملكة خلال زيارة رئيسة جمهورية سنغافورة للمملكة في العام 2019.[1]
- المشاركة ضمن الوفد الرسمي للمملكة خلال زيارة صاحب السمو الملكي وزير الداخلية لجمهورية سنغافورة في العام 2018.[2]
- المشاركة ضمن الوفد الرسمي للمملكة خلال زيارة معالي رئيس مجلس الشورى لجمهورية سنغافورة خلال العام 2018.[3]
- المشاركة في أعمال مؤتمر القمة الرابعة للدول العربية ودول أمريكا الجنوبية التي عقدت في الرياض في العام 2016.
- المشاركة في اجتماع وزراء خارجية الدول العربية ودول أمريكا الجنوبية الذي عقد في نيويورك في العام 2016.
- المشاركة في اجتماع وزراء خارجية دول التعاون الآسيوي الذي عقد في نيويورك في العام 2015.
- المشاركة في الاجتماع الأول لوزراء خارجية الدول العربية ودول آسيا الوسطى وأذربيجان الذي عقد في الرياض في العام 2014.
- المشاركة في أعمال مؤتمر القمة العربية الاقتصادية التنموية الثالثة التي عقدت في الرياض في العام 2014.
- المشاركة في أعمال القمة الطارئة الرابعة لدول منظمة التعاون الإسلامي التي عقدت في مكة المكرمة في العام 2013.
- المشاركة في اجتماع أصدقاء اليمن الذي عقد في الرياض في العام 2012.
- دورة تدريبية عن اتفاقيات حظر الأسلحة البيولوجية والكيميائية - بروكسل 2017.
- دورة تدريبية عن بيئة العمل المتعدد الأطراف -نيويورك 2016.
- دورة تدريبية عن مهارة الاتصال بوسائل الإعلام – لندن 2016.
- حلقة نقاش عن علاقات المملكة مع دول آسيا – الرياض 2015.
- دورة تدريبية عن التعريف بالمحاكم الدولية وآلية عملها – لاهاي 2014.
- تدريب الدبلوماسيين العرب – نيويورك 2013.
- دورة تدريبية من مركز السياسة الأمنية الأوروبية – جنيف 2012.